# Chất lượng nước

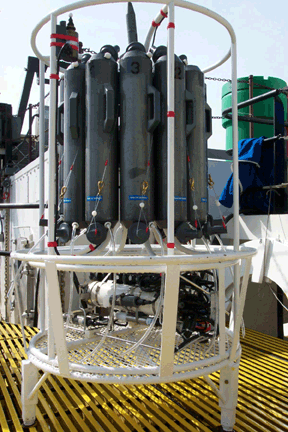
Dụng cụ lấy mẫu hình hoa thị được sử dụng để thu thập các mẫu nước ở vùng nước sâu, chẳng hạn như ở đại dương, để kiểm tra chất lượng nước.

Chất lượng của nước là các đặc tính hóa học, vật lý, sinh học và phóng xạ của nước. Nó là thước đo tình trạng của nước dựa trên nhu cầu của một hoặc nhiều loài sinh vật, hoặc bất kỳ mục đích nào của con người. Nó được thường được đánh giá bằng cách tham chiếu đến bộ tiêu chuẩn và đạt được thông qua việc xử lý nước.
Các tiêu chuẩn phổ biến nhất được sử dụng để đánh giá chất lượng nước liên quan đến sức khỏe của hệ sinh thái, sự an toàn khi tiếp xúc với con người và nước uống.

## Tiêu chuẩn
Các cơ quan có thẩm quyền kết hợp với các nhà khoa học môi trường đưa ra những quyết định về việc thiết lập những tiêu chuẩn về các loại nước và cách chúng được sử dụng. Trong trường hợp các thủy vực tự nhiên, họ cũng đưa ra một số ước tính hợp lý về các điều kiện nguyên sinh. Các vùng nước tự nhiên sẽ thay đổi theo các điều kiện môi trường. Các nhà khoa học môi trường làm việc để hiểu cách thức hoạt động của các hệ thống này, từ đó giúp xác định các nguồn và số lượng chất gây ô nhiễm. Các luật sư môi trường và các nhà hoạch định chính sách làm việc để xác định các luật duy trì ở chất lượng thích hợp cho mục đích sử dụng đã được xác định.
Phần lớn nước bề mặt trên Trái Đất không uống được cũng như không độc hại. Điều này vẫn đúng khi nước biển trong các đại dương (quá mặn không thể uống được) không được tính đến. Một nhận thức chung khác về chất lượng nước là tính chất đơn giản cho biết nước có bị ô nhiễm hay không. Trên thực tế, chất lượng nước là một chủ đề phức tạp, một phần vì nước là một phương tiện phức tạp về bản chất gắn liền với hệ sinh thái của Trái Đất. Các hoạt động công nghiệp và thương mại (ví dụ như sản xuất, khai thác mỏ, xây dựng, giao thông vận tải) là nguyên nhân chính gây ô nhiễm nước cũng như dòng chảy từ các khu vực nông nghiệp, dòng chảy đô thị và xả nước thải đã qua xử lý và chưa qua xử lý.

## Các loại nước (theo mục đích sử dụng)
Các thông số về chất lượng nước được xác định theo mục đích sử dụng. Công việc trong lĩnh vực chất lượng nước có xu hướng tập trung vào nước được xử lý cho con người, sử dụng công nghiệp hoặc trong môi trường.

### Việc sử dụng của con người
Các chất ô nhiễm có thể có trong nước chưa được xử lý bao gồm các vi sinh vật như vi rút, động vật nguyên sinh và vi khuẩn; các chất ô nhiễm vô cơ như muối và kim loại; chất ô nhiễm hóa học hữu cơ từ các quá trình công nghiệp và việc sử dụng dầu mỏ; thuốc trừ sâu và thuốc diệt cỏ; và các chất ô nhiễm phóng xạ. Chất lượng nước phụ thuộc vào địa chất và hệ sinh thái của địa phương, cũng như mục đích sử dụng của con người như phân tán nước thải, ô nhiễm công nghiệp, sử dụng các vùng nước làm tản nhiệt và sử dụng quá mức (có thể làm giảm mực nước).
Cơ quan Bảo vệ Môi trường Hoa Kỳ (EPA) giới hạn lượng chất gây ô nhiễm nhất định trong nước máy do các hệ thống nước công cộng của Hoa Kỳ cung cấp. Đạo luật Nước uống An toàn cho phép EPA ban hành hai loại tiêu chuẩn:
- tiêu chuẩn cơ bản quy định các chất có khả năng ảnh hưởng đến sức khỏe con người;

- tiêu chuẩn thứ cấp quy định những phẩm chất thẩm mỹ, những phẩm chất ảnh hưởng đến mùi vị, mùi hoặc ngoại hình.[6]

Các quy định của Cục Quản lý Thực phẩm và Dược phẩm Hoa Kỳ (FDA) thiết lập các giới hạn đối với các chất gây ô nhiễm trong nước đóng chai phải cung cấp sự bảo vệ tương tự cho sức khỏe cộng đồng. Nước uống, bao gồm cả nước đóng chai, có thể chứa ít nhất một lượng nhỏ chất gây ô nhiễm. Sự hiện diện của các chất gây ô nhiễm này không nhất thiết chỉ ra rằng nước có nguy cơ gây hại cho sức khỏe.
Tại các khu vực đô thị hóa trên khắp thế giới, công nghệ lọc nước được sử dụng trong các hệ thống nước thành phố để loại bỏ các chất gây ô nhiễm khỏi nguồn nước (nước mặt hoặc nước ngầm) trước khi phân phối đến các hộ gia đình, doanh nghiệp, trường học và các đối tượng khác. Nước lấy trực tiếp từ suối, hồ hoặc tầng chứa nước và không qua xử lý sẽ có chất lượng không chắc chắn.

### Sử dụng trong công nghiệp và sinh hoạt
Các khoáng chất hòa tan có thể ảnh hưởng đến tính phù hợp của nước đối với nhiều mục đích công nghiệp và sinh hoạt. Điều quen thuộc nhất trong số này có lẽ là sự hiện diện của các ion calci (Ca 2+) và magiê (Mg 2+), nước chứa nhiều các ion kim loại này còn gọi là nước cứng gây cản trở hoạt động làm sạch của xà phòng và có thể hình thành cặn sunfat cứng và cacbonat khi đun nóng. Nước cứng có thể được làm mềm để loại bỏ các ion này. Quá trình làm mềm thường thay thế các cation natri. Nước cứng có thể được ưu tiên hơn nước mềm cho con người, vì các vấn đề sức khỏe có liên quan đến lượng natri dư thừa và thiếu hụt calci và magnesi. Việc làm mềm làm giảm dinh dưỡng và có thể làm tăng hiệu quả làm sạch.

### Chất lượng nước môi trường

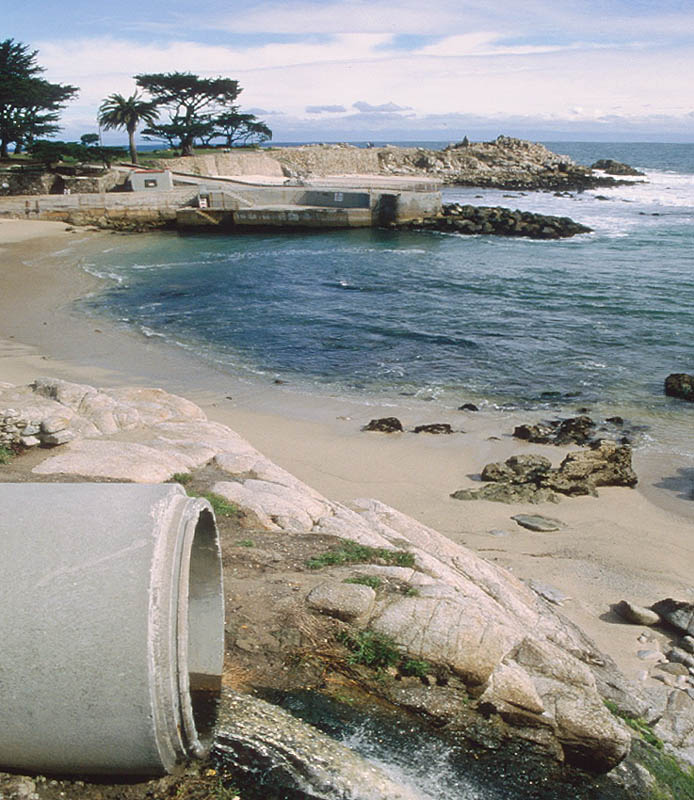
Dòng nước thải đô thị xả ra vùng biển ven biển

Chất lượng nước môi trường là chất lượng các vùng nước như hồ, sông và đại dương. Tiêu chuẩn chất lượng nước đối với nước mặt thay đổi đáng kể do các điều kiện môi trường, hệ sinh thái khác nhau và mục đích sử dụng của con người. Các chất độc hại và số lượng vi sinh vật cao có thể gây nguy hiểm cho sức khỏe nếu không dùng cho mục đích uống như tưới tiêu, bơi lội, câu cá, đi bè, chèo thuyền và sử dụng trong công nghiệp. Những điều kiện này cũng có thể ảnh hưởng đến động vật hoang dã, chúng sử dụng nước để uống hoặc làm môi trường sống. Luật chất lượng nước hiện đại thường quy định cụ thể việc bảo vệ thủy sản và sử dụng giải trí và yêu cầu tối thiểu phải duy trì các tiêu chuẩn chất lượng hiện hành.
Một phần lớn công chúng mong muốn trả lại các vùng nước nguyên sơ, hoặc điều kiện tiền công nghiệp. Hầu hết các luật môi trường hiện hành tập trung vào việc chỉ định các mục đích sử dụng cụ thể của một vùng nước. Ở một số quốc gia, những chỉ định này cho phép một mức độ  ô nhiễm nước nhất định miễn là loại ô nhiễm cụ thể không gây hại cho các mục đích sử dụng được chỉ định. Với những thay đổi về cảnh quan (ví dụ, phát triển đất đai, đô thị hóa, chặt phá các khu vực có rừng) ở các lưu vực của nhiều vùng nước ngọt, việc trở lại trạng thái nguyên sơ sẽ là một thách thức đáng kể. Trong những trường hợp này, các nhà khoa học môi trường tập trung vào việc đạt được các mục tiêu duy trì các hệ sinh thái lành mạnh và có thể tập trung vào việc bảo vệ các quần thể các loài có nguy cơ tuyệt chủng và bảo vệ sức khỏe con người.

## Lấy mẫu và đo lường
Sự phức tạp của chất lượng nước được phản ánh trong nhiều loại phép đo các chỉ số chất lượng nước. Các phép đo chính xác nhất về chất lượng nước được thực hiện tại chỗ, vì nước tồn tại ở trạng thái cân bằng với môi trường xung quanh. Các phép đo thường được thực hiện tại chỗ và tiếp xúc trực tiếp với nguồn nước được đề cập bao gồm nhiệt độ, pH, oxy hòa tan, độ dẫn điện, thế khử oxy (ORP), độ đục và độ sâu đĩa Secchi. 

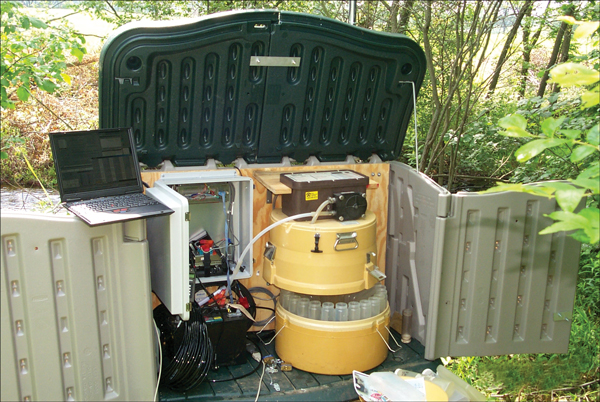
Một trạm lấy mẫu tự động được lắp đặt dọc theo Sông Milwaukee nhánh Đông, New Fane, Wisconsin, Hoa Kỳ. Nắp của thiết bị lấy mẫu tự động 24 chai (giữa) được nâng lên một phần, cho thấy các chai mẫu bên trong. Bộ lấy mẫu tự động được lập trình để thu thập các mẫu tại các khoảng thời gian hoặc tương ứng với dòng chảy trong một khoảng thời gian xác định. Bộ ghi dữ liệu (tủ trắng) ghi lại nhiệt độ, độ dẫn điện riêng và mức oxy hòa tan.

Các phép đo phức tạp hơn thường được thực hiện trong phòng thí nghiệm yêu cầu mẫu nước phải được thu thập, bảo quản, vận chuyển và phân tích tại một địa điểm khác. Quá trình lấy mẫu nước đưa ra hai vấn đề quan trọng:
- Vấn đề đầu tiên là mức độ mà mẫu có thể đại diện cho nguồn nước đang được nghiên cứu. Nhiều nguồn nước thay đổi theo thời gian và vị trí. Việc đo có thể thay đổi theo mùa hoặc từ ngày này sang đêm hoặc để đáp ứng với một số hoạt động của con người hoặc quần thể tự nhiên của thủy thực vật và động vật.[15] Phép đo này có thể thay đổi theo khoảng cách từ ranh giới nước với khí quyển bên trên và đất nằm bên dưới hoặc cố định. Người lấy mẫu phải xác định xem một thời gian và địa điểm duy nhất có đáp ứng được nhu cầu của cuộc điều tra hay không, hoặc liệu việc sử dụng mẫu nước này có thể được đánh giá thỏa đáng bằng các giá trị trung bình theo thời gian và vị trí hay không, hoặc nếu cực đại và cực tiểu tới hạn yêu cầu các phép đo riêng lẻ trong một khoảng thời gian., địa điểm hoặc sự kiện. Quy trình thu thập mẫu phải đảm bảo trọng số chính xác của thời gian và vị trí lấy mẫu riêng lẻ khi lấy trung bình là thích hợp.[16] :39–40 Khi tồn tại các giá trị tối đa hoặc tối thiểu tới hạn, các phương pháp thống kê phải được áp dụng cho sự biến đổi quan sát được để xác định đủ số lượng mẫu để đánh giá xác suất vượt quá các giá trị tới hạn đó.
- Vấn đề thứ hai xảy ra khi mẫu được lấy ra khỏi nguồn nước và bắt đầu thiết lập trạng thái cân bằng hóa học với môi trường xung quanh mới - thùng chứa mẫu. Dụng cụ chứa mẫu phải được làm bằng vật liệu có khả năng phản ứng tối thiểu với chất cần đo; và việc làm sạch trước các vật chứa mẫu là quan trọng. Các mẫu nước có thể hòa tan một phần của dụng cụ đựng mẫu và bất kỳ dư lượng trên dụng cụ này, hoặc các hóa chất hòa tan trong mẫu nước có thể hấp thụ vào bình chứa mẫu và vẫn ở đó khi nước được đổ ra để phân tích.  :4 Các tương tác vật lý và hóa học tương tự có thể xảy ra với bất kỳ máy bơm, đường ống hoặc thiết bị trung gian nào được sử dụng để chuyển mẫu nước vào bình chứa mẫu. Nước thu được từ độ sâu bên dưới bề mặt thường sẽ được giữ ở áp suất giảm của khí quyển; do đó khí hòa tan trong nước có thể thoát ra không gian chưa được lấp đầy ở trên cùng của bình chứa. Khí trong không khí có trong không khí đó cũng có thể hòa tan vào mẫu nước. Các cân bằng phản ứng hóa học khác có thể thay đổi nếu mẫu nước thay đổi nhiệt độ. Các hạt rắn đã phân tan trước đây lơ lửng do nhiễu loạn nước có thể lắng xuống đáy của vật chứa mẫu hoặc pha rắn có thể hình thành từ sự phát triển sinh học hoặc kết tủa hóa học. Các vi sinh vật trong mẫu nước có thể làm thay đổi sinh hóa nồng độ oxy, carbon dioxide và các hợp chất hữu cơ. Thay đổi nồng độ carbon dioxide có thể làm thay đổi độ pH và thay đổi độ hòa tan của hóa chất quan tâm. Những vấn đề này được đặc biệt quan tâm trong quá trình đo các hóa chất được cho là có ý nghĩa ở nồng độ rất thấp.

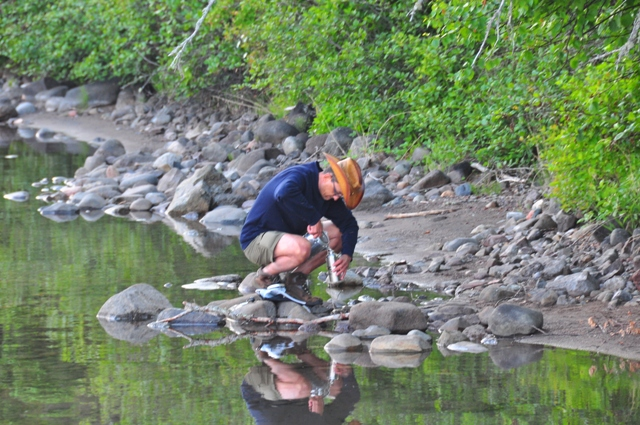
Lọc mẫu nước được thu thập thủ công (lấy mẫu) để phân tích

Việc bảo quản mẫu có thể giải quyết một phần vấn đề thứ hai. Một quy trình phổ biến là giữ lạnh mẫu để làm chậm tốc độ phản ứng hóa học và sự thay đổi pha, và phân tích mẫu càng sớm càng tốt; nhưng điều này chỉ đơn thuần giảm thiểu những thay đổi hơn là ngăn chặn chúng. :43–45 Quy trình hữu ích để xác định ảnh hưởng của vật chứa mẫu trong thời gian trì hoãn giữa việc thu thập và phân tích mẫu là chuẩn bị cho hai mẫu nhân tạo trước sự kiện lấy mẫu. Một bình chứa mẫu chứa đầy nước được biết từ lần phân tích trước là không chứa lượng hóa chất quan tâm có thể phát hiện được. Mẫu này, được gọi là "mẫu trắng", được mở ra để tiếp xúc với khí quyển khi mẫu quan tâm được thu thập, sau đó được đóng lại và vận chuyển đến phòng thí nghiệm cùng với mẫu để phân tích nhằm xác định xem quy trình giữ mẫu có đưa vào bất kỳ lượng hóa chất đo được nào của quan tâm. Mẫu nhân tạo thứ hai được thu thập cùng với mẫu đang được nghiên cứu, nhưng sau đó được "tăng vọt" với một lượng bổ sung đo được của hóa chất quan tâm tại thời điểm thu thập. Các mẫu trắng và mẫu có gai được mang theo cùng với mẫu quan tâm và được phân tích bằng các phương pháp giống nhau tại cùng một thời điểm để xác định bất kỳ thay đổi nào trong thời gian trôi qua giữa thu thập và phân tích.

### Kiểm tra ứng phó với thiên tai và các trường hợp khẩn cấp khác
Sau các sự kiện như động đất và sóng thần, các cơ quan viện trợ sẽ có phản ứng ngay lập tức khi các hoạt động cứu trợ được tiến hành để cố gắng khôi phục cơ sở hạ tầng cơ bản và cung cấp các hạng mục cơ bản cần thiết cho sự tồn tại và phục hồi sau đó. Mối đe dọa của bệnh tật ngày càng gia tăng do số lượng lớn người sống gần nhau, thường xuyên trong điều kiện ẩm thấp và không có vệ sinh thích hợp.
Sau một thảm họa thiên nhiên, liên quan đến việc kiểm tra chất lượng nước, có nhiều quan điểm rộng rãi về cách hành động tốt nhất cần thực hiện và nhiều phương pháp có thể được áp dụng. Các thông số chất lượng nước cơ bản quan trọng cần được giải quyết trong trường hợp khẩn cấp là các chỉ số vi khuẩn học về ô nhiễm phân, dư lượng clo tự do, pH, độ đục và có thể cả độ dẫn điện / tổng chất rắn hòa tan. Trên thị trường có một số bộ dụng cụ thử nước cầm tay được các cơ quan cứu trợ và cứu trợ sử dụng rộng rãi để thực hiện thử nghiệm đó.
Sau những thảm họa thiên nhiên lớn, phải qua một khoảng thời gian đáng kể chất lượng nước mới trở lại như trước đó. Ví dụ, sau trận sóng thần ở Ấn Độ Dương năm 2004, Viện Quản lý Nước Quốc tế (IWMI) có trụ sở tại Colombo đã theo dõi tác động của nước mặn và kết luận rằng các giếng đã phục hồi chất lượng nước uống trước sóng thần một năm rưỡi sau sự kiện này. IWMI đã phát triển các quy trình làm sạch giếng bị nhiễm mặn; những điều này sau đó đã được Tổ chức Y tế Thế giới chính thức xác nhận như một phần của loạt Hướng dẫn Khẩn cấp.

### Phân tích hóa học

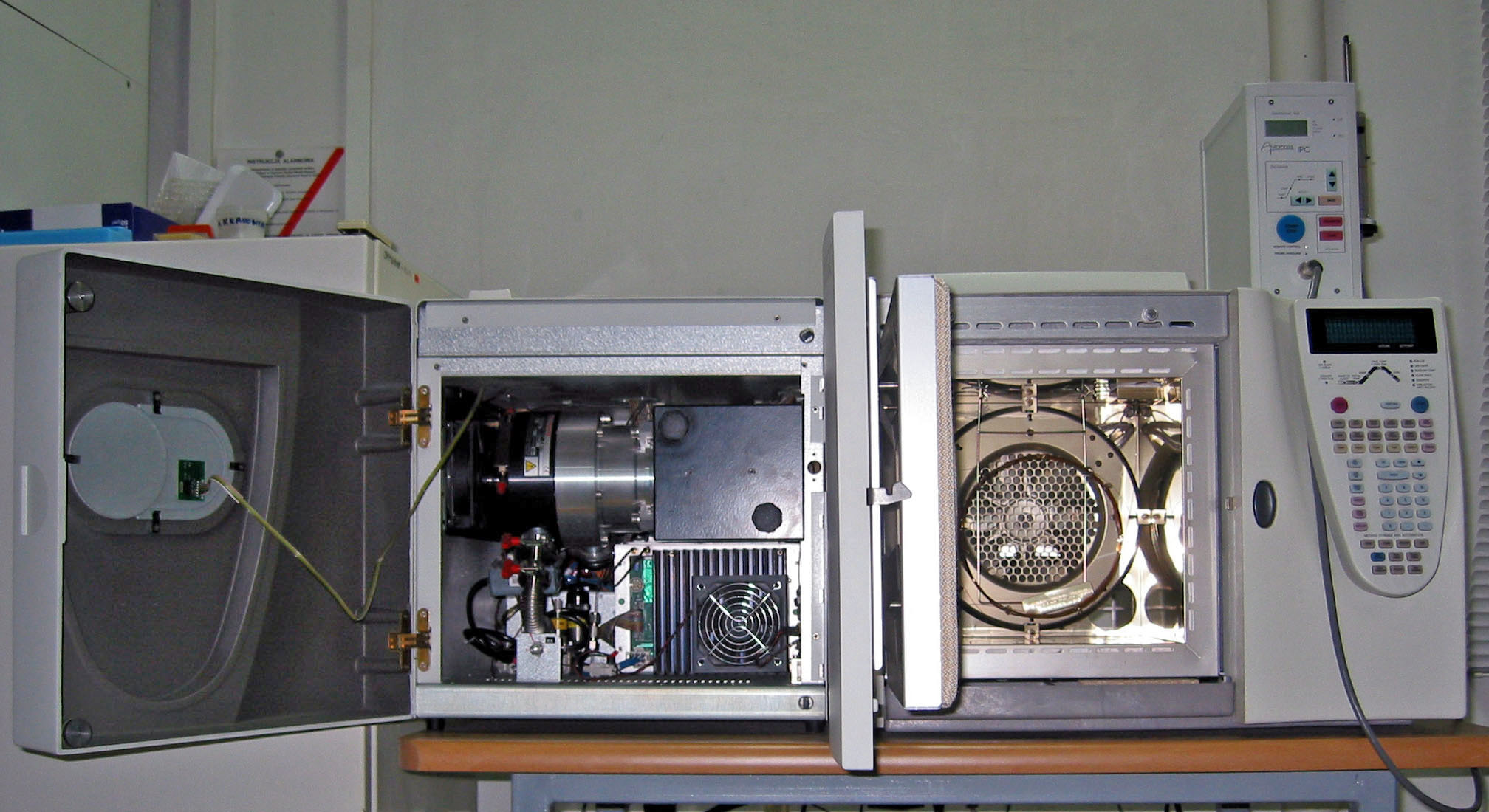
Một máy sắc ký khí
khối phổ kế đo thuốc trừ sâu và các chất ô nhiễm hữu cơ khác

Các phương pháp phân tích hóa học đơn giản nhất là những phương pháp đo lường các nguyên tố hóa học mà không liên quan đến hình thức của chúng. Ví dụ, phép phân tích nguyên tố đối với oxy sẽ chỉ ra nồng độ 890 g / L (gam trên lít) mẫu nước vì oxy (O) có 89% khối lượng phân tử nước (H 2 O). Phương pháp được chọn để đo lượng oxy hòa tan cần phân biệt giữa oxy diatomic và oxy kết hợp với các nguyên tố khác. Tính đơn giản so sánh của phân tích nguyên tố đã tạo ra một lượng lớn dữ liệu mẫu và chỉ tiêu chất lượng nước cho các nguyên tố đôi khi được xác định là kim loại nặng. Phân tích kim loại nặng trong nước phải xem xét các hạt đất lơ lửng trong mẫu nước. Những hạt đất lơ lửng này có thể chứa một lượng kim loại có thể đo được. Mặc dù các hạt không hòa tan trong nước nhưng chúng có thể bị tiêu thụ bởi những người uống nước. Thêm axit vào mẫu nước để tránh mất kim loại hòa tan vào vật chứa mẫu có thể hòa tan nhiều kim loại hơn từ các hạt đất lơ lửng. Tuy nhiên, việc lọc các hạt đất khỏi mẫu nước trước khi thêm axit có thể làm thất thoát các kim loại hòa tan vào bộ lọc. Sự phức tạp của việc phân biệt các phân tử hữu cơ tương tự còn khó khăn hơn. 

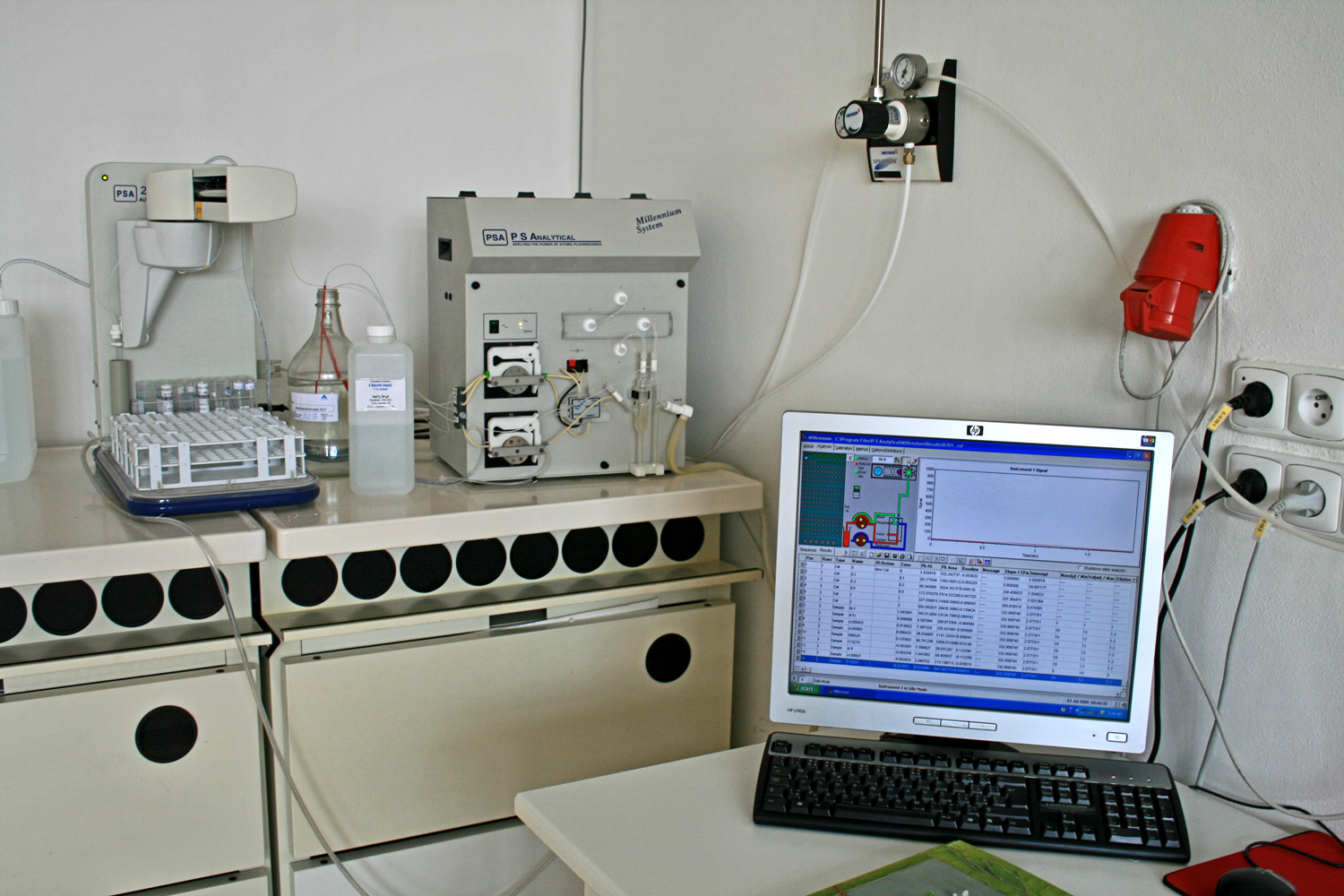
Quang phổ huỳnh quang nguyên tử được sử dụng để đo thủy ngân và các kim loại nặng khác

Thực hiện các phép đo phức tạp này có thể tốn kém. Vì các phép đo trực tiếp về chất lượng nước có thể tốn kém, các chương trình giám sát liên tục thường do các cơ quan chính phủ tiến hành. Tuy nhiên, có các chương trình tình nguyện địa phương và các nguồn lực có sẵn để đánh giá chung. Các công cụ có sẵn cho công chúng bao gồm bộ dụng cụ kiểm tra tại chỗ, thường được sử dụng cho bể cá gia đình và quy trình đánh giá sinh học.

### Giám sát thời gian thực
Mặc dù chất lượng nước thường được lấy mẫu và phân tích tại các phòng thí nghiệm, nhưng kể từ cuối thế kỷ 20, công chúng ngày càng quan tâm đến chất lượng nước uống do các hệ thống thành phố cung cấp. Nhiều công ty cấp nước đã phát triển hệ thống thu thập dữ liệu thời gian thực về chất lượng nước nguồn. Vào đầu thế kỷ 21, nhiều loại cảm biến và hệ thống giám sát từ xa đã được triển khai để đo pH nước, độ đục, oxy hòa tan và các thông số khác.  Một số hệ thống viễn thám cũng đã được phát triển để giám sát chất lượng nước xung quanh ở các vùng nước ven sông, cửa sông và ven biển.

### Chỉ số nước uống

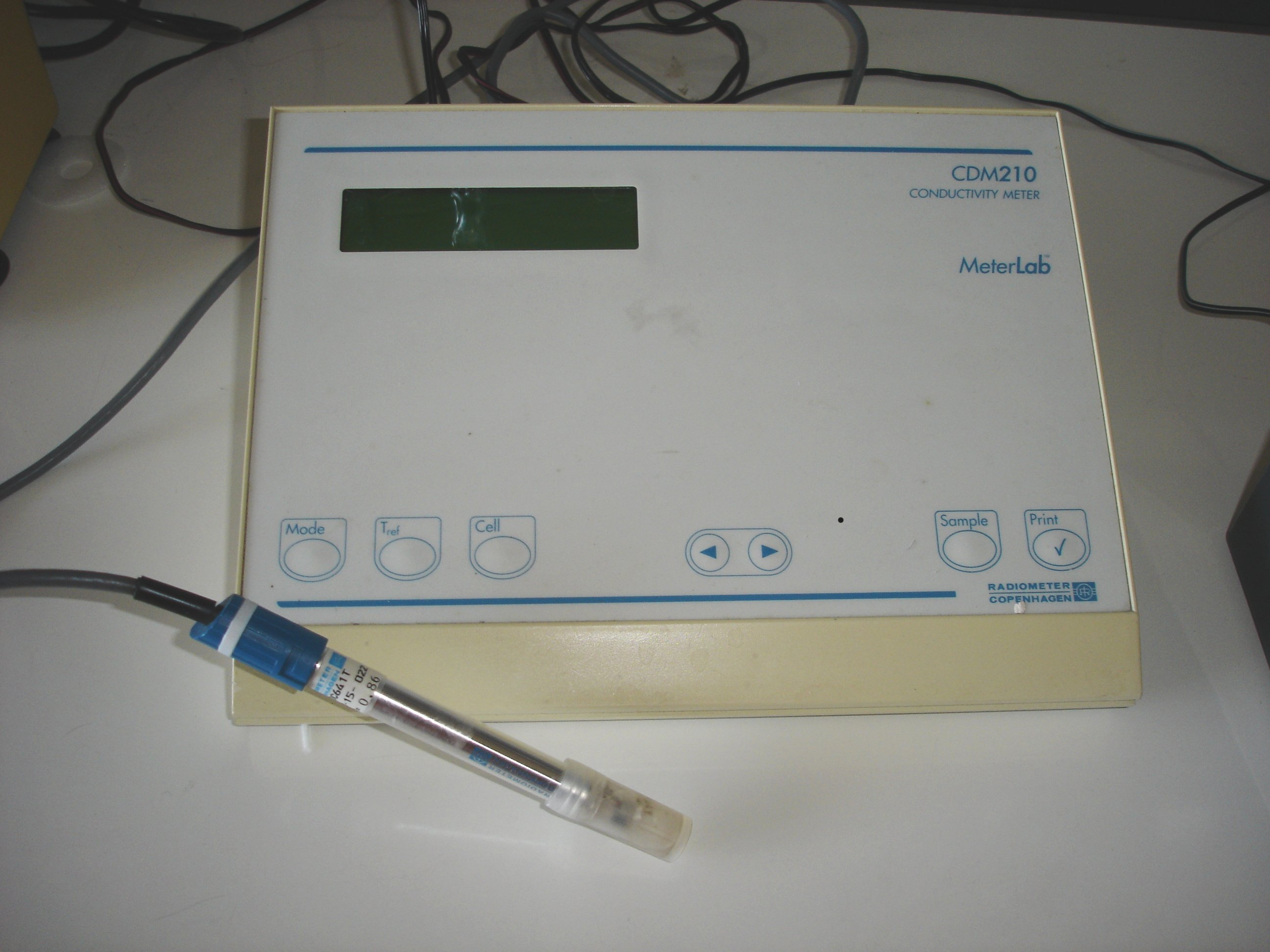
Máy đo độ dẫn điện được sử dụng để đo tổng chất rắn hòa tan

Sau đây là danh sách các chỉ số thường được đo lường:
- Độ kiềm
- Màu của nước
- độ pH
- Vị và mùi (geosmin, 2-Methylisoborneol (MIB), v.v.)
- Kim loại hòa tan và muối (natri, chloride, kali, calci, mangan, magiê)
- Các vi sinh vật như vi khuẩn coliform trong phân (Escherichia coli), Cryptosporidium và Giardia lamblia; xem Phân tích nước vi khuẩn
- Kim loại hòa tan và kim loại (chì, thủy ngân, asen, v.v.)
- Chất hữu cơ hòa tan: chất hữu cơ hòa tan có màu (CDOM), cacbon hữu cơ hòa tan (DOC)
- Radon
- Kim loại nặng
- Dược phẩm
- Các chất tương tự hormone

### Các chỉ số môi trường

#### Các chỉ số vật lý
| - Water temperature - Specific conductance or electrical conductance (EC) or conductivity - Total suspended solids (TSS) - Transparency or turbidity | - Total dissolved solids (TDS) - Odour of water - Color of water - Taste of water |

#### Chỉ thị hóa học
| - pH - Biochemical oxygen demand (BOD) - Chemical oxygen demand (COD) - Dissolved oxygen (DO) - Total hardness (TH) | - Heavy metals - Nitrate - Orthophosphates - Pesticides - Surfactants |

| - Ephemeroptera - Plecoptera - Mollusca - Trichoptera - Escherichia coli (E. coli) | - Coliform bacteria - Pimephales promelas (fathead minnow) - Americamysis bahia (Mysid shrimp) - sea urchin |

 Các thước đo giám sát sinh học đã được phát triển ở nhiều nơi, và một thước đo được sử dụng rộng rãi là sự hiện diện và phong phú của các thành viên của các bộ côn trùng Ephemeroptera, Plecoptera và Trichoptera (tên thường gọi tương ứng là mayfly, stonefly và caddisfly). Các chỉ số EPT tự nhiên sẽ khác nhau giữa các vùng, nhưng nhìn chung, trong một vùng, số lượng đơn vị phân loại từ các đơn hàng này càng lớn thì chất lượng nước càng tốt. Các tổ chức ở Hoa Kỳ, chẳng hạn như EPA. đưa ra hướng dẫn về việc phát triển một chương trình giám sát và xác định các thành viên của các đơn hàng côn trùng thủy sản này và các loài thủy sinh khác. Nhiều cơ sở xả nước thải của Hoa Kỳ (ví dụ: nhà máy, nhà máy điện, nhà máy lọc dầu, hầm mỏ, nhà máy xử lý nước thải đô thị) được yêu cầu tiến hành các xét nghiệm định kỳ về độc tính toàn bộ nước thải (WET).
Các cá nhân quan tâm đến việc giám sát chất lượng nước không đủ khả năng hoặc quản lý phân tích quy mô phòng thí nghiệm cũng có thể sử dụng các chỉ số sinh học để có được kết quả tổng quát về chất lượng nước. Một ví dụ là chương trình giám sát nước tình nguyện IOWATER của Iowa, bao gồm chìa khóa chỉ thị động vật không xương sống vĩ mô đáy.
Động vật thân mềm hai mảnh vỏ phần lớn được sử dụng làm chất kết hợp sinh học để theo dõi sức khỏe của môi trường nước ở cả môi trường nước ngọt và môi trường biển. Trạng thái hoặc cấu trúc quần thể, sinh lý, hành vi của chúng hoặc mức độ ô nhiễm các nguyên tố hoặc hợp chất có thể cho biết tình trạng ô nhiễm của hệ sinh thái. Chúng đặc biệt hữu ích vì chúng không cuống nên chúng đại diện cho môi trường nơi chúng được lấy mẫu hoặc đặt. Một dự án điển hình là Chương trình theo dõi vẹm của Hoa Kỳ, nhưng ngày nay chúng được sử dụng trên toàn thế giới.
Phương pháp Hệ thống tính điểm Nam Phi (SASS) là một hệ thống giám sát chất lượng nước sinh học dựa trên sự hiện diện của động vật không xương sống sống ở đáy. Công cụ quan trắc sinh học thủy sinh SASS đã được cải tiến trong hơn 30 năm qua và hiện đang ở phiên bản thứ năm (SASS5), đã được sửa đổi cụ thể theo các tiêu chuẩn quốc tế, cụ thể là giao thức ISO / IEC 17025. Phương pháp SASS5 được Bộ Nước Nam Phi sử dụng như một phương pháp tiêu chuẩn để đánh giá sức khỏe sông, cung cấp cho Chương trình sức khỏe sông quốc gia và Cơ sở dữ liệu sông quốc gia.

## Tiêu chuẩn và báo cáo

### Quốc tế
- Tổ chức Y tế Thế giới (WHO) đã công bố hướng dẫn về chất lượng nước uống (GDWQ) vào năm 2011.[30]
- Tổ chức tiêu chuẩn hóa quốc tế (ISO) đã xuất bản     quy định về chất lượng nước trong phần ICS 13.060,[31] bao gồm lấy mẫu nước, nước uống, nước cấp công nghiệp, nước thải và kiểm tra nước về các đặc tính hóa học, vật lý hoặc sinh học. ICS 91.140.60 bao gồm các tiêu chuẩn của hệ thống cấp nước.[32]

### Thông số kỹ thuật quốc gia về nước môi trường và nước uống

#### Liên minh Châu Âu
Chính sách về nước của Liên minh Châu Âu chủ yếu được hệ thống hóa trong ba chỉ thị:
- Chỉ thị về Xử lý Nước thải Đô thị (91/271 / EEC) ngày 21 tháng 5 năm 1991 liên quan đến xả thải của các thành phố và một số nước thải công nghiệp;
- Chỉ thị về Nước uống (98/83 / EC) ngày 3 tháng 11 năm 1998 liên quan đến chất lượng nước uống được;
- Chỉ thị Khung về Nước (2000/60 / EC) ngày 23 tháng 10 năm 2000 liên quan đến quản lý tài nguyên nước.

#### Ấn Độ
- Tiêu chuẩn về Nước uống của Hội đồng Nghiên cứu Y tế Ấn Độ (ICMR).

#### Nam Phi
Các hướng dẫn về chất lượng nước cho Nam Phi được phân nhóm theo các loại người sử dụng tiềm năng (ví dụ như gia đình, công nghiệp) trong Hướng dẫn Chất lượng Nước năm 1996. Chất lượng nước uống tuân theo Tiêu chuẩn Quốc gia Nam Phi (SANS) 241 Đặc điểm kỹ thuật nước uống.
Ở Anh và xứ Wales, mức nước có thể chấp nhận được đối với việc cung cấp nước uống được liệt kê trong "Quy định Cấp nước (Chất lượng Nước) năm 2000." 

#### Hoa Kỳ
Tại Hoa Kỳ, Tiêu chuẩn Chất lượng Nước được xác định bởi các cơ quan nhà nước đối với các vùng nước khác nhau, được hướng dẫn bởi các mục đích sử dụng mong muốn cho vùng nước (ví dụ: môi trường sống của cá, cung cấp nước uống, sử dụng giải trí). Đạo luật Nước sạch (CWA) yêu cầu mỗi cơ quan có thẩm quyền quản lý (các bang, vùng lãnh thổ và các thực thể bộ lạc được bảo hiểm) phải nộp một bộ báo cáo hai năm một lần về chất lượng nước trong khu vực của họ. Các báo cáo này được gọi là báo cáo 303 (d) và 305 (b), được đặt tên theo các điều khoản của CWA tương ứng, và được đệ trình và được EPA chấp thuận. Các báo cáo này được hoàn thành bởi cơ quan quản lý, điển hình là cơ quan môi trường nhà nước. EPA khuyến nghị mỗi bang nộp một "Báo cáo tổng hợp" bao gồm danh sách các vùng nước bị suy giảm và tình trạng của tất cả các vùng nước trong bang. Điều tra Báo cáo chất lượng nước quốc gia để Quốc hội là một báo cáo tổng hợp về chất lượng nước, cung cấp thông tin tổng thể về số dặm của sông suối và điều kiện tổng hợp của họ. CWA yêu cầu các quốc gia áp dụng các tiêu chuẩn cho từng mục đích sử dụng có thể được chỉ định mà họ gán cho vùng biển của mình. Nếu có bằng chứng hoặc tài liệu cho thấy một dòng suối, sông hoặc hồ không đáp ứng các tiêu chí chất lượng nước cho một hoặc nhiều mục đích sử dụng được chỉ định, thì nó sẽ được đưa vào danh sách các vùng nước bị suy giảm. Khi một tiểu bang đã đưa một vùng nước vào danh sách này, nó phải phát triển một kế hoạch quản lý thiết lập Tổng Tải trọng Hàng ngày Tối đa (TMDL) cho (các) chất ô nhiễm làm ảnh hưởng đến việc sử dụng nước. Các TMDL này thiết lập các mức giảm cần thiết để hỗ trợ đầy đủ các mục đích sử dụng được chỉ định.
Tiêu chuẩn nước uống, áp dụng cho các hệ thống nước công cộng, do EPA ban hành theo Đạo luật Nước uống An toàn.